# Kazakhstan International 2023
Die Kazakhstan International 2023 im Badminton fanden vom 6. bis zum 10. Dezember 2023 im Almatau Resort im Gebiet Türkistan statt.

## Sieger und Platzierte
| Disziplin    | Gold                                   | Silber                              | Bronze                                  |
| ------------ | -------------------------------------- | ----------------------------------- | --------------------------------------- |
| Herreneinzel | Sheng Xiaodong                         | Lakshay Sharma                      | Samarveer                               |
| Herreneinzel | Sheng Xiaodong                         | Lakshay Sharma                      | Dhruv Negi                              |
| Dameneinzel  | Mikaela Joy De Guzman                  | Arundhati Nagaraja Muddu            | Aminath Nabeeha Abdul Razzaq            |
| Dameneinzel  | Mikaela Joy De Guzman                  | Arundhati Nagaraja Muddu            | Fathimath Nabaaha Abdul Razzaq          |
| Herrendoppel | Arryan R. Aji Syam Prasad Udayakumar   | Ibray Bayken Yevgeniy Yevseyev      | Jangir Ibraev Ilya Lysenko              |
| Herrendoppel | Arryan R. Aji Syam Prasad Udayakumar   | Ibray Bayken Yevgeniy Yevseyev      | Khaitmurat Kulmatov Artur Niyazov       |
| Damendoppel  | Nargiza Rakhmetullayeva Aisha Zhumabek | Nadezhda Nazarenko Kamila Smagulova | Romualda Batyrova Jumadilova Dilyara    |
| Damendoppel  | Nargiza Rakhmetullayeva Aisha Zhumabek | Nadezhda Nazarenko Kamila Smagulova | Alissa Kuleshova Diana Namenova         |
| Mixed        | Dmitriy Panarin Kamila Smagulova       | Khaitmurat Kulmatov Aisha Zhumabek  | Artur Niyazov Nargiza Rakhmetullayeva   |
| Mixed        | Dmitriy Panarin Kamila Smagulova       | Khaitmurat Kulmatov Aisha Zhumabek  | Makhsut Tadzhibullaev Romualda Batyrova |